# Rodolphe d'Ems
Œuvres principales
- Der guote Gerhart
- Barlaam et Josaphat
- le roman d'Alexandre
- Chronique Universelle
- Willehalm von Orlens

Rodolphe d'Ems (né vers 1200 à Hohenems (Vorarlberg/Autriche); † après 1254) était un poète et chroniqueur épique médiéval de la seigneurie des comtes de Monfort, maintenant le Vorarlberg en Autriche. Son œuvre, composée entre 1220 et 1254, et dont une partie est aujourd'hui perdue, fait de lui l’un des poètes les plus érudits et les plus prolifiques de son temps.

## Biographie

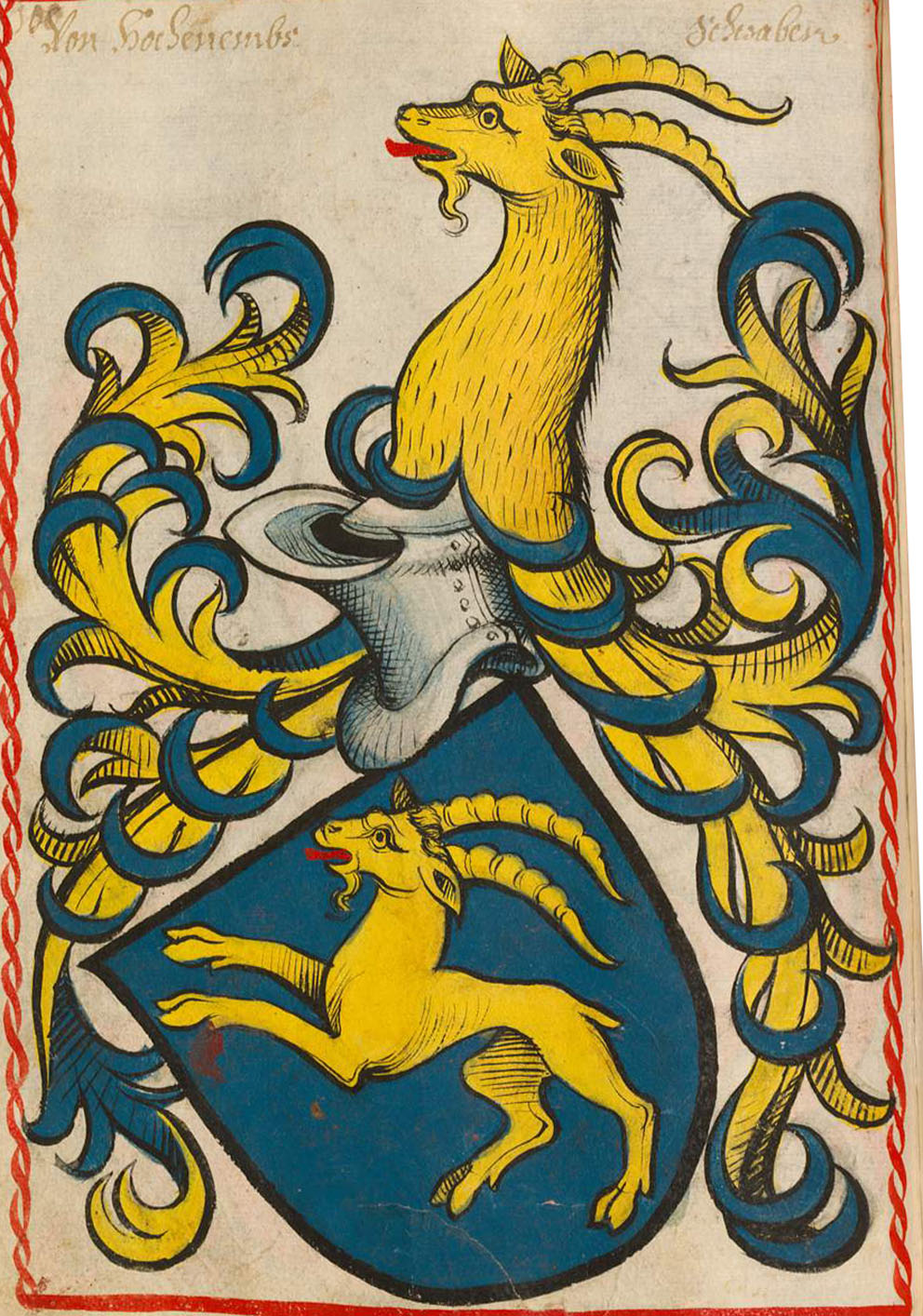
Bannière des seigneurs d'Ems.

Rodolphe d'Ems est issu de la lignée des comtes d'Ems, grande famille noble du Vorarlberg. Natif de Hohen-Ems, il fut toute sa vie au service des comtes de Montfort-Bregenz. Rodolphe d'Ems mourut sans doute au cours de la campagne d'Italie du roi Conrad IV, dont il était un compagnon.

## Œuvre

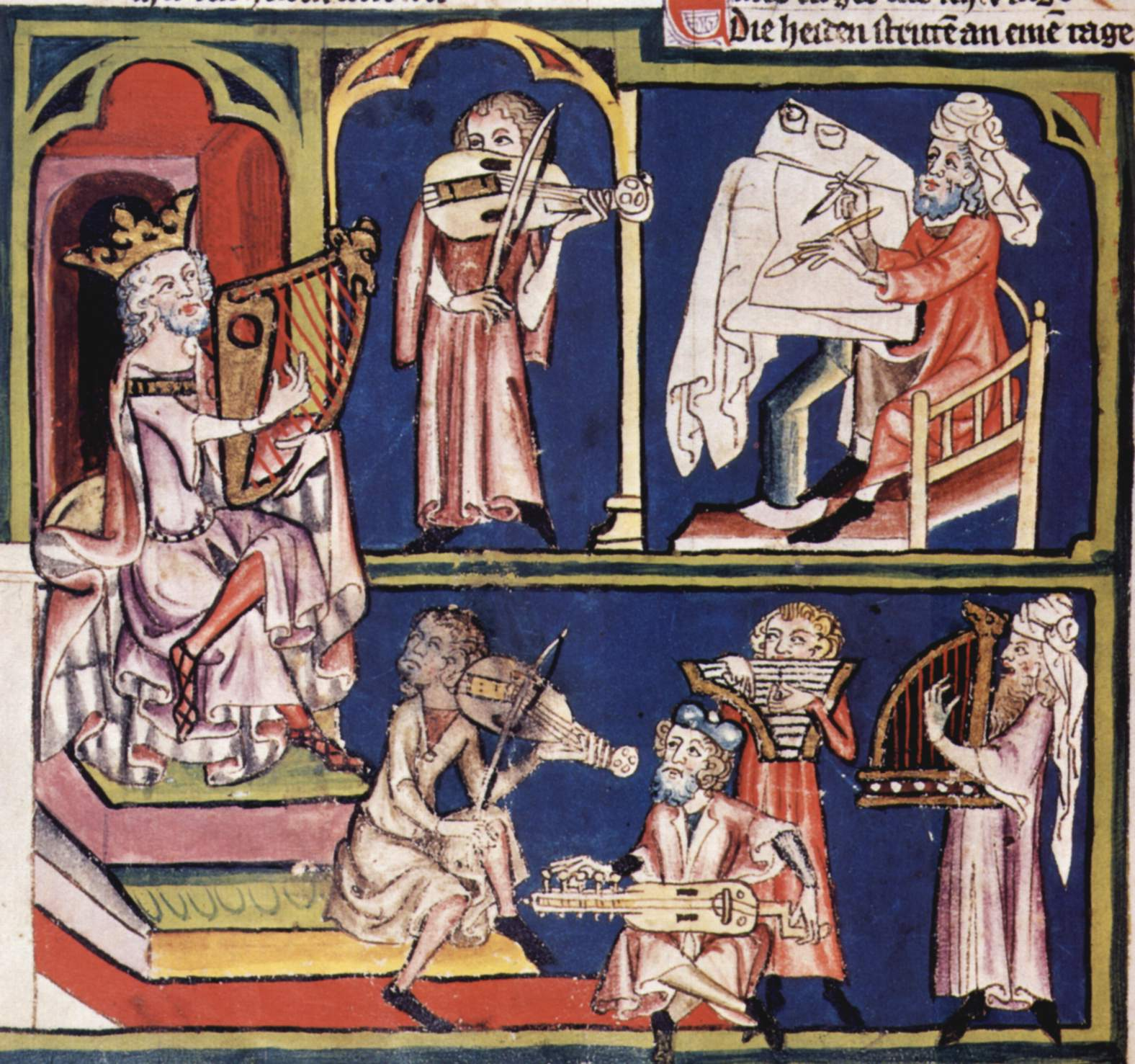
Extrait de la Chronique Universelle: le roi David avec un psalmiste et des musiciens (enluminure d'un manuscrit de la Bibliothèque centrale de Zurich).

Ses poèmes se distinguent par la grâce et la vivacité de la narration, par leur esprit vertueux et leur perfection formelle. Rodolphe cite lui-même  Godefroi de Strasbourg comme son modèle. Ce n'est sans doute pas là une simple clause de style (à la différence d'autres trouvères, pour qui il s'agit le plus souvent d'un signe de ralliement ou d'une révérence formelle), car ici et là il paraphrase presque mot pour mot le Tristan. Par deux fois, l'influence de Godefroi est manifeste dans des digressions littéraires où Rodolphe présente la littérature courtoise et cite, outre ses contemporains, quelques-unes de ses propres œuvres.
Des compositions qui nous sont parvenues, la plus ancienne est « Gérard le Juste » (Der gute Gerhard), éloge de la résignation chrétienne, sans doute inspiré d’une source latine. La suivante, « Barlaam et Josaphat », écrite entre 1225 et 1230 d’après un conte traduit du grec en latin, offre le récit de la conversion d'un prince indien au christianisme ; « Guillaume d'Orléans » (Willehalm von Orlens) conte les amours juvéniles de Guillaume et Amélie, l’un des couples d’amoureux les plus célèbres de la littérature courtoise.
Le Roman d'Alexandre, composé vers 1240, est resté inachevé. Il évoque en quelque 21 000 vers l’éducation et les batailles d’Alexandre le Grand ; le héros est le parangon des vertus chevaleresques. Les sources d'inspiration de Rodolphe sont ici l’Historia de proeliis et les Historiæ Alexandri Magni de Quinte-Curce.
La Chronique Universelle (Weltchronik), dédiée au roi Conrad IV, est l’ultime écrit de Rodolphe : c'est le premier ouvrage de ce genre en langue allemande. L'auteur distingue six âges de l'Humanité, et n'a eu le temps de décrire que les quatre premiers : cela va de la Création à la mort de Salomon. Ses sources sont la Vulgate, l’« Histoire scholastique » de Pierre le Mangeur, l’Imago Mundi et le Panthéon de Godefroi de Viterbe, avec une tendance à légitimer le pouvoir des Hohenstaufen. Chaque début de chapitre commence par un acrostiche. Dès le XIIIe siècle, plusieurs manuscrits furent compilés avec des copies de l’Histoire sacrée, de sorte qu'on répartit aujourd'hui les manuscrits en cinq classes : 
- 1re et 2e classe, où l'on trouve juxtaposées séparément la « Chronique Universelle » de Rodolphe et l’« Histoire sacrée »
- 3e et 4e classe: Manuscrits où les deux textes sont mêlés l'un à l'autre ;
- 5e classe: le texte de la « Chronique Universelle » achevé et réécrit par Henri de Munich.

### Éditions modernes
- Rudolf d'Ems/Rudolf Treichler (trad. Geneviève Ribéreau-Gayon), Le bon Gérard : épopée du haut Moyen âge allemand de Rudolf d'Ems, Alès, Editions IONA, 2017, 124 p. (ISBN 979-10-90023-39-0)
- Rudolf von Ems (trad. John Asher), Der guote Gêrhart, Tübingen, coll. « Altdeutsche Textbibliothek », 1989 (réimpr. 3e éd.), chap. 56
- Rudolf von Ems (trad. Victor Junk), Alexander. Ein höfischer Versroman des 13. Jahrhunderts, Darmstadt, Wiss. Buchgesellschaft, 1970 (réimpr. intégrale de l'édition de Leipzig 1928-1929), 2 vol.
- Rudolf von Ems (trad. Gustav Ehrismann), Weltchronik. Aus der Wernigeroder Handschrift, coll. « Deutsche Texte des Mittelalters; 20 », 1967 (réimpr. 2e  intégrale de l'édition Weidmann, Dublin)